# Боровица (Могилёвская область)
Боровица (бел. Баравіца) — агрогородок в Кировском районе Могилёвской области Белоруссии. Административный центр Боровицкого сельсовета.

## География
Агрогородок расположен в 10 км к северо-востоку от города Кировска, в 77 км от Могилёва, в 35 км от железнодорожной станции Березина, на шоссе Р93.

## История
В 1848 году при строительстве дороги Бобруйск-Могилёв произошло активное высечение леса. 

## Население
Согласно переписи 1897 года в деревне насчитывалось 9 дворов, 67 жителей. В 1911 году в деревне организована школа грамоты. В 197? году в деревне было 15 дворов, 133 жителя. В 1995 году деревне было 229 дворов и 790 жителей.
На 1 января 2017 года в деревне насчитывалось 234 хозяйства, в которых проживало 623 жителя.